# Väinö
Väinö (selten auch Wäinö) ist ein männlicher finnischer Vorname, der seinen Ursprung aus der finnische Mythologie hat. Dort ist nämlich Väinämöinen die Hauptfigur des finnischen Nationalepos Kalevala.

## Namenstag
In Finnland feiert man den Namenstag am 17. Februar, in Estland am 27. Februar und am 26. Juni.

## Namensträger
- Wäinö Aaltonen (1894–1966), finnischer Bildhauer
- Väinö Auer (1895–1981), finnischer Geologe und Geograph
- Väinö Bremer (1899–1964), finnischer Athlet
- Väinö Hannikainen (1900–1960), finnischer Komponist
- Väinö Ikonen (1895–1954), finnischer Ringer
- Väinö Kajander (1893–1978), finnischer Ringer
- Väinö Kokkinen (1899–1967), finnischer Ringer, Olympiasieger
- Väinö Liikkanen (1903–1957), finnischer Skilangläufer
- Väinö Linna (1920–1992), finnischer Autor
- Väinö Albert Nuorteva, auch bekannt als Olli (1889–1967), finnischer Schriftsteller
- Väinö Penttala (1897–1976), finnischer Ringer
- Väinö Siikaniemi (1887–1932), finnischer Speerwerfer
- Väinö Tanner (1881–1966), finnischer Politiker

## Sonstige
- Väinö (Asteroid), 1939 von Yrjö Väisälä entdeckter Asteroid